# Lostprophets
Lostprophets was een Welshe post-hardcoreband die in hun muziek oude en nieuwe metal, elektronische beats en de jarentachtigrock van Duran Duran en The Police combineerden.

## Leden
- Ian Watkins – zang (1997–2012)
- Lee Gaze – leadgitaar (1997–2013)
- Stu Richardson – bas (1998–2013)
- Mike Lewis – ritmische gitaar (1997–2013)
- Jamie Oliver – toetsen, samples en zang (2000–2013)
- Luke Johnson – drums, percussie (2009–2013)
- DJ Stepzak – draaitafels (tot 2000)
- Mike Chiplin – drums (1997–2005)
- Ilan Rubin – drums (2006–2009)

## Biografie

### Het begin (1997–2000)
Lostprophets werd in 1997 gesticht in het Welshe plaatsje Pontypridd. De eerste leden, Ian Watkins en Mike Lewis, speelden samen in de straight-edge hardcore band Public Disturbance, waar zij respectievelijk drummer en gitarist waren. Toen de band ermee stopte nam Watkins de rol van vocalist op zich en werden ze versterkt door Lee Gaze, Stuart Richardson en Mike Chiplin die elkaar reeds kenden uit de Welshe undergroundscene.
De band trok – mede door energieke live optredens en drie goed ontvangen demo's – al snel de aandacht van enkele platenlabels. In 2000 tekenden ze bij Visible Noise Records en werd de band versterkt door Jamie Oliver en Stuart Richardson. In datzelfde jaar werd ook hun eerste volledige plaat opgenomen,  The fake sound of progress.

### The fake sound of progress(2000–2002)
Dat de melodieuze mix van oude en nieuwe metal, hardcore, elektronische beats en samples, geïnspireerd door de Engelse rockscene van de jaren 80 werkte bleek na de release van het debuutalbum. De band kreeg een contract bij Columbia Records en toerde onder andere met nu-metal grootheden Deftones en Linkin Park. In de VS werd het album geremixt en in 2001 uitgebracht.

### Start Something(2003–2004)
Na enkele jaren succesvol toeren verscheen in februari 2004 de opvolger van het debuutalbum, Start something, met als producer Eric Valentine, die onder andere Queens of the Stone Age en Smash Mouth aan het succes hielp. Het album schoot meteen de Album Top-10 in de UK binnen en deed het ook in de rest van Europa en de VS goed.

### Liberation Transmission(2005–2007)
Drummer Mike Chiplin verliet net voor de opnames van de nieuwe cd de band en toen werd aanvankelijk gebruikgemaakt van gastdrummer Josh Freese, van The Vandals en A Perfect Circle). De plaat kwam uit in juni 2006 als Liberation transmission. Het leverde hun de eerste nummer 1-notering op in de Engelse hitlijsten. Ook wordt de talentvolle Californiër Ilan Rubin, die op dat moment pas 17 was, aangenomen als nieuwe drummer. De band brengt in de tweede helft van 2006 achtereenvolgens de singles "Rooftops (a liberation broadcast)", "A town called hypocrisy" (enkel in de UK) en "Can't Catch Tomorrow (Good Shoes Won't Save You This Time)" uit en speelt op de festivals van onder andere Pukkelpop en Lowlands.

### The betrayed(2007–2010)
In 2007 ging Lostprophets de studio in voor hun vierde album. Ze maakten daarna bekend 14 nummers opgenomen te hebben. Zanger Ian Watkins bevestigde in januari 2008 in het Engelse blad Kerrang! Magazine de namen van 10 nummers die toen voor mogelijk werden gehouden om op het album te verschijnen. Drie van deze nummers waren al eerder live gespeeld.
Drummer Ilan Rubin verliet de band op 31 maart 2009, toen de opnames van The betrayed afgerond waren.
In augustus 2009 werd leadgitarist Lee Gaze vader van een zoontje.
Diezelfde maand werd bekendgemaakt dat het album The betrayed zou gaan heten en dat het vanaf januari 2010 verkrijgbaar zou zijn. Nieuwe drummer Luke Johnson voegde zich bij de band en speelde vanaf 26 augustus 2009 live mee met de band. The betrayed verscheen op 13 januari 2010, waarvan drie singles verschenen, tussen oktober 2009 en april 2010.

### Weapons(2012)
Op 30 maart 2012 verscheen het vijfde album Weapons.

### Einde (2013)
Begin december 2012 werd Ian Watkins, samen met twee andere beklaagden, opgepakt en aangeklaagd voor kindermisbruik.
Watkins zou onder meer seksuele handelingen hebben verricht met een meisje van nog geen dertien. Ook zou hij gepoogd hebben een baby van elf maanden te verkrachten en onzedelijke foto's van kinderen in zijn bezit hebben gehad en hebben verspreid. De twee andere beklaagden in de zaak, twee vrouwen, gaven ook een reeks seksuele overtredingen toe bij hun eigen kinderen. Uit bewijsmateriaal bleek hoe Watkins een van de vrouwen belde en hoe ze afspraken om een ‘zomer vol incest en kinderporno’ te hebben. Tijdens de rechtszaak werd Watkins op suicide-watch geplaatst.
Ten gevolge van Watkins' verdenking kondigden de rest van de bandleden eind september 2013 volgend bericht aan:
"Nadat we meer dan een jaar ons verdriet verwerkt hebben, zijn we eindelijk klaar om publiek te maken waar we al een hele tijd over denken. We willen niet langer muziek maken of brengen als Lostprophets. Jullie liefde en steun de voorbije vijftien jaar waren geweldig en we zullen jullie altijd dankbaar zijn voor wat jullie ons gegeven hebben. We kijken uit naar de volgende fase in ons leven en hopen dat we ons kunnen omringen met mensen die even toegewijd en inspirerend zijn als jullie geweest zijn."
Toen de rechtszaak startte op 25 november 2013, ontkende Watkins alles. Later gaf hij toe tijdens de rechtszaak pedofiel te zijn en legde hij een bekentenis af. Op 18 december werd hij veroordeeld tot 35 jaar cel. Zijn advocaat vond een verkorting hiervan op zijn plaats omdat Watkins met zijn bekentenis zou hebben voorkomen dat schokkend bewijsmateriaal in de rechtbank werd vertoond. Rechters verwierpen dit verzoek op 3 juli 2014. Zij verklaarden Watkins' daden "of such shocking depravity that they demanded a lengthy prison sentence" ('van zo een schokkende verdorvenheid dat een lange gevangenisstraf op zijn plaats is'). Twee vrouwen die - onafhankelijk van elkaar - hun kinderen aan Watkins ter beschikking stelden, kregen 17 en 14 jaar gevangenisstraf.

## Discografie

### Albums
| Album met eventuele hitnotering(en) in de Nederlandse Album Top 100 | Datum van verschijnen | Datum van binnenkomst | Hoogste positie | Aantal weken | Opmerkingen |
| ------------------------------------------------------------------- | --------------------- | --------------------- | --------------- | ------------ | ----------- |
| The fake sound of progress                                          | 2000                  | -                     | -               | -            |             |
| Start something                                                     | 03-02-2004            | -                     | -               | -            |             |
| Liberation transmission                                             | 23-06-2006            | 26-08-2006            | 87              | 1            |             |
| The betrayed                                                        | 29-01-2010            | -                     | -               | -            |             |
| Weapons                                                             | 30-03-2012            | -                     | -               | -            |             |

### Demo's
- 1997: Here Comes The Party
- 1997: Weekender
- 1998: Para Todas Las Putas Celosas

### Singles
- 2001: Shinobi vs. Dragon Ninja
- 2002: The Fake Sound Of Progress
- 2003: Burn Burn
- 2004: Last Train Home
- 2004: Wake Up (Make A Move)
- 2004: Last Summer
- 2005: Goodbye Tonight
- 2006: Rooftops (A Liberation Broadcast)
- 2006: A Town Called Hypocrisy (UK)
- 2006: Can't Catch Tomorrow (Good Shoes Won't Save You This Time)
- 2007: 4:AM Forever
- 2009: It's Not The End Of The World, But I Can See It From Here
- 2010: Where We Belong
- 2010: For He's A Jolly Good Felon
- 2012: Bring 'Em Down

### Covers
- Shoulder to the Wheel (Saves the Day-cover)
- Cry Me a River (Justin Timberlake-cover)
- Sweet Dreams My LA Ex (Rachel Stevens-cover)
- In the Air Tonight (Phil Collins-cover)
- Boys Don't Cry (The Cure-cover)
- Going Underground (The Jam-cover)
- Omen (Prodigy-cover)
- Reptilia (The Strokes-cover)
- View to a Kill (Duran Duran-cover)